# Po kolacji w Ornans
Po kolacji w Ornans (fr.L'Après-dînée à Ornans) – obraz olejny francuskiego malarza Gustave’a Courbeta. Jest przechowywany w Palais des Beaux-Arts w Lille. 

## Historia
Obraz został wystawiony na Salonie w 1849 roku. Wcześniej Courbetowi udało się wystawić swoją twórczość na Salonie w 1844 i 1845 roku. Były to Autoportret z czarnym spanielem i Gitarzysta, dzieła nie odbiegające od powszechnie przyjętej stylistyki malarskiej inspirowanej klasycznymi wzorami. Po kolacji w Ornans było pierwszym realistycznym obrazem Courbeta i jego pierwszym wielkoformatowym obrazem z postaciami niemal naturalnej wielkości. W nocie objaśniającej, dołączonej do dzieła malarz tłumaczył, że inspiracją dla powstania obrazu było spotkanie towarzyskie u przyjaciela Courbeta- Cuénota.

## Opis
Na obrazie widać zwykłe spotkanie przyjaciół w skromnym wnętrzu w Ornans, rodzinnej miejscowości artysty. Ojciec malarza, Régis Courbet, siedzi przy stole ze skrzyżowanymi nogami. W jednej dłoni trzyma pustą szklankę, drugą dłoń ma schowaną w kieszeni. Wydaje się śpiący, być może jest znużony piciem. Za stołem siedzi gospodarz, Urbain Cuénot; zamyślony lub zasłuchany, z głową opartą na lewej ręce, patrzy na muzyka. Jest nim Alphonse Promayet, inny przyjaciel malarza z dzieciństwa- zanurzony w cieniu, gra na skrzypcach. Ostatnią postacią jest Adolphe Marlet, wg opisu Courbeta myśliwy wracający z polowania, który został zaproszony na spotkanie; siedzi na krześle tyłem do widza i pali fajkę. Pod krzesłem śpi duży pies. Postacie osadzone są w scenerii wiejskiego domu.
Kolory są przytłumione, przeważają brązy, czernie i szarości, jaśniejsze plamy tworzy obrus i ubranie postaci odwróconej tyłem. Nisko usytuowane światło pada na twarze, plecy myśliwego i stół z realistycznie oddanym nieporządkiem i plamą z wina. Na podłodze również panuje bałagan. Reszta pomieszczenia pogrążona jest w półmroku, w którym ledwo można dostrzec duży kominek na drugim planie. Grube ubrania przedstawionych postaci, przytłumione światło i informacja o polowaniu pozwalają sytuować scenę jesiennym popołudniem, zgodnie z informacją artysty, że sytuacja miała miejsce w listopadzie. Tytułowy posiłek był w tamtych czasach spożywany nie wieczorem lecz w godzinach wcześniejszych.

## Odbiór
Courbet ukazał na wielkoformatowym płótnie temat uznawany przez jego współczesnych za trywialny i niegodny tak dużego przedstawienia. Kameralne sceny we wnętrzach były dotąd ukazywane na obrazach o małych wymiarach, a duże formaty zarezerwowane były dla malarstwa historycznego. Pomimo swojego nowatorstwa Po kolacji zdradza wpływy klasyków, kompozycja dzieła wzorowana jest prawdopodobnie na "Powołaniu św. Mateusza" Caravaggia, widoczne jest w nim również oddziaływanie twórczości braci Le Nain.
Obraz wzbudził zachwyt na wystawie, otrzymał tam medal określany jako złoty bądź drugiej klasy. Został następnie zakupiony przez państwo za dużą sumę 1500 franków i przekazany do muzeum w Lille. Delacroix wyrażał się o dziele entuzjastycznie, tylko Ingres, zwolennik klasycyzmu, doceniając kunszt malarski był zaniepokojony takim ujęciem tematu.
Współcześnie Po kolacji w Ornans jest określane jako "malarski przełom w sztuce francuskiej". 